# Carlos Carzino
Carlos Carzino (Goya, Corrientes, Argentina, 8 de diciembre de 1902 - Temperley, Buenos Aires, Argentina, 25 de noviembre de 1972) fue un docente y director argentino. 
Fue reconocido por su desempeño en la educación pública argentina como formador en la rama técnica con el fin de contribuir al desarrollo industrial del país. Entre sus acciones más destacadas se encuentra la fundación de los colegios industriales: Técnica N°1, Industrial N° 399, y el Industrial de Berisso, los tres de la provincia de Buenos Aires, y finalmente la Escuela Dr. René Favaloro, de Artes y oficios ubicada en la ciudad de Laboulaye, Córdoba, entre otras más de la Argentina. 

## Biografía

### Nacimiento, familia y educación
Carlos Carzino, de familia originaria del Piamonte, más precisamente San Salvatore Monferrato, nació en el pueblo de Goya, el 8 de diciembre de 1902. Su padre, Giovanni Carzino, era un respetable marino genovés que trabajó en la Armada Argentina. Vivía junto con su familia en la Colonia Cecilia, la única experiencia anarquista de América. Durante el año 1893 en la llamada Revolución riograndense las tropas federalistas al mando de Gumercindo Saraiva acudieron a la Colonia Cecilia para pedir refuerzos. El padre de Giovanni, Carlo Tito Carzino, hombre viudo y mayor, a cargo de sus 4 hijos, tomó la decisión de no ingresar a la guerra. Fue en ese entonces cuando Giovanni decidió ir en nombre de su padre. Participando así en la Batalla de Pulador. 

"Dejen en paz a mí padre. Él ha dicho que no es un hombre de armas. Yo iré en su lugar. Iremos a darles una lección a esos pica-paus. Fue muy triste lo que ellos han hecho para con nosotros. ¡Cobardes! Destruyeron lo poco que teníamos. No basta nuestro sufrimiento con la miseria, quebraron nuestra mayor riqueza: la libertad. He llorado viendo los destrozos a nuestra tierra. Fuimos humillados. Se han llevado a nuestros compañeros. Ellos no tienen alma, no se observa ningún reflejo de vida humana en sus ojos. Mi padre no puede ir. Mí hermana y mis hermanos lo necesitan. Cuando todo haya acabado, volveremos para reconstruir nuestros sueños. "
 Frase de Giovanni Carzino a sus compañeros antes de partir a la batalla, Colonia Cecilia, 1893.

Luego de la derrota, con miedo y perseguido por las tropas gubernamentales brasileñas, Giovanni cruzó a nado el río Paraná y arribó a Corrientes. Al comienzo trabajó en el Ferrocarril General Urquiza, y posteriormente comenzó a desempeñarse como marino mercante en la Armada Argentina. Se casó con Petrona Pérez, y tuvieron 11 hijos, de los cuales uno de ellos fue Carlos.
En los primeros años de vida Carlos se mudó junto con su hermana mayor, Jovina, a un pequeño pueblo de la provincia de Buenos Aires, Temperley, donde transcurrió su infancia. En la década del 10' comienza sus estudios, durante la primera presidencia de Hipólito Yrigoyen, en la escuela de la Mecánica de la Armada Nacional, fundada en el 1897, con sede en Tigre.

### Educación

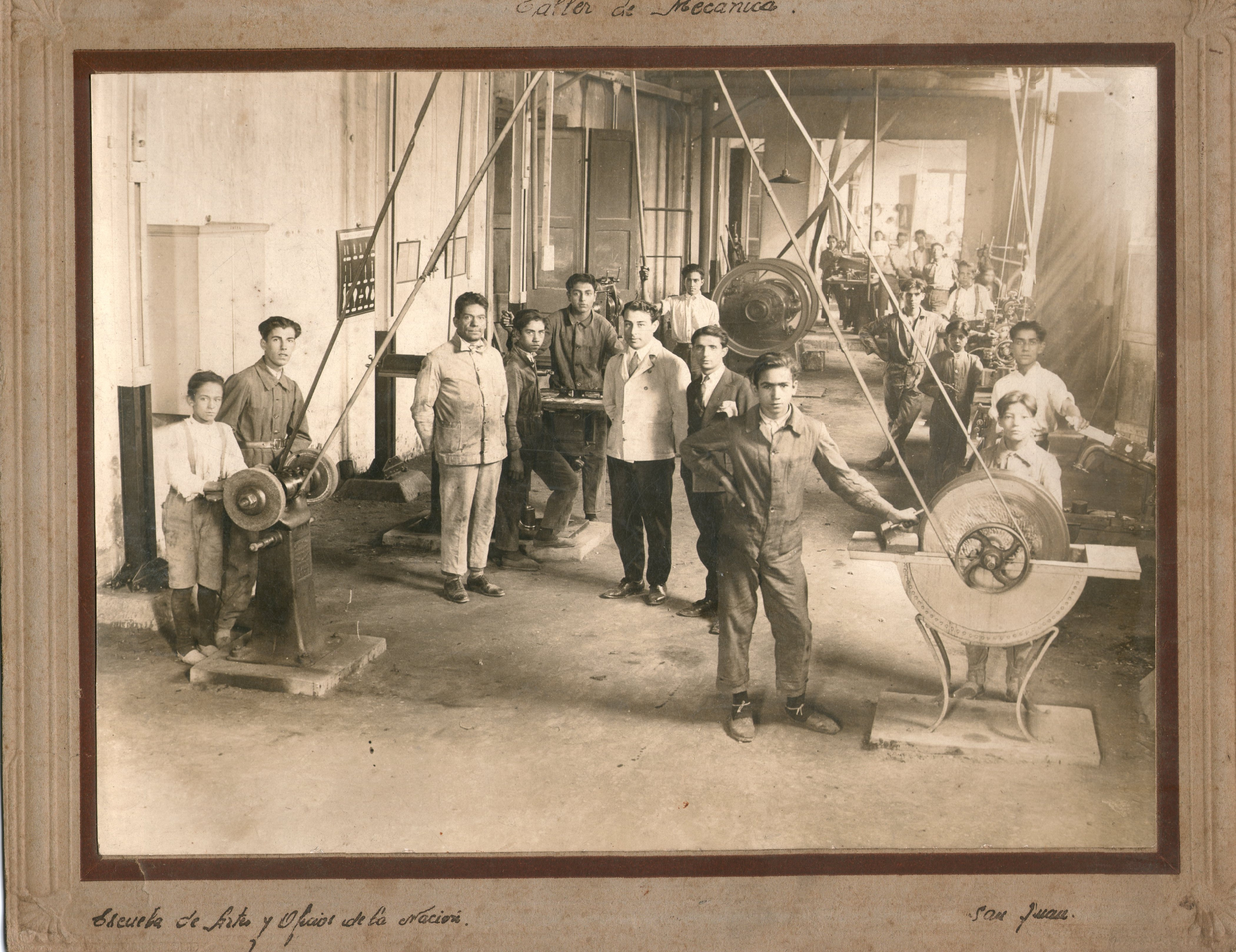
Carzino como jefe de talleres en la Escuela de Artes y Oficios, San Juan, Argentina. Década del 30'.

Luego de recibirse en el año 1921, a la edad de 19 años, ingresa en el ministerio de educación y es trasladado a la provincia de San Juan donde comienza a trabajar como jefe de talleres en la escuela Minas e Industrial. Conoce a Lidia Riveros, su futura esposa, se casan y tienen a su primer hijo, Carlos Miguel Carzino en el año 1932. Posteriormente pide el traslado a Córdoba, donde pasa a vivir en el pueblo de Laboulaye. Allí participa de la fundación del colegio Artes y oficios, y es nombrado primer director de la institución. Debido a la falta de organización administrativa en el pueblo, Carlos fue considerado como la máxima autoridad de Laboulaye, que apenas estaba en crecimiento. 

En la ciudad de Laboulaye en el Departamento Presidente Roque Sáenz Peña al sur de la Provincia de Córdoba en el marco de una gestión gubernamental que impulsa el desarrollo de la enseñanza con salida laboral, surge la Escuela de Artes y Oficios que dicta sus primeras clases a mediados de 1936 y por Decreto Ley Nº 12.305 del Poder Ejecutivo Nacional con fecha del 24 de Septiembre de 1936 determina su creación, pero se inicia regularmente 05 de Octubre de 1936 y oficialmente el 1 de Abril de 1937 . En este mismo año es designado Director titular el Sr. Carlos Carzino y la actividad educativa se realiza en un precario edificio arrendado por el estado. Se constituye en la primera escuela de este tipo en toda la región; dependiente del entonces Ministerio de Justicia de la Nación.”
Poder Judicial de Córdoba

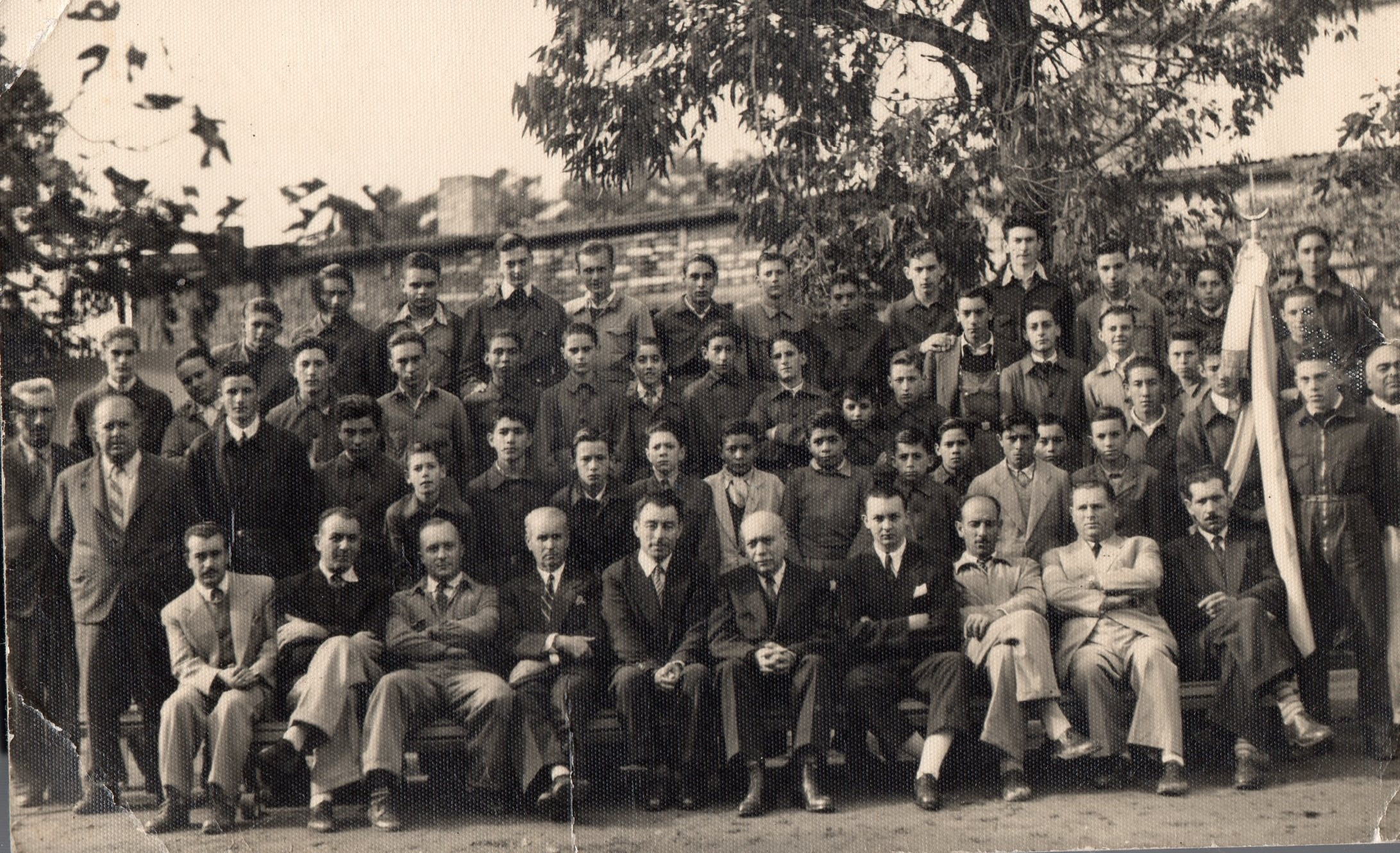
Carlos Carzino fundador y director de la escuela de Artes y Oficios en la provincia de Córdoba, Laboulaye, 1942. Hoy en día se la conoce como Rene Favaloro.

Luego del nacimiento de sus tres hijos restantes, Carlos decide trasladarse a Buenos Aires. Al principio vivieron en el barrio de Constitución y posteriormente adquirió una propiedad en Temperley retornando al lugar de su infancia y adolescencia.
Durante el año 1948 participa de la fundación de la escuela Técnica N°1 y ejerce como director. Más adelante funda la escuela industrial de Cañuelas y ejerce como director hasta el año 1957.

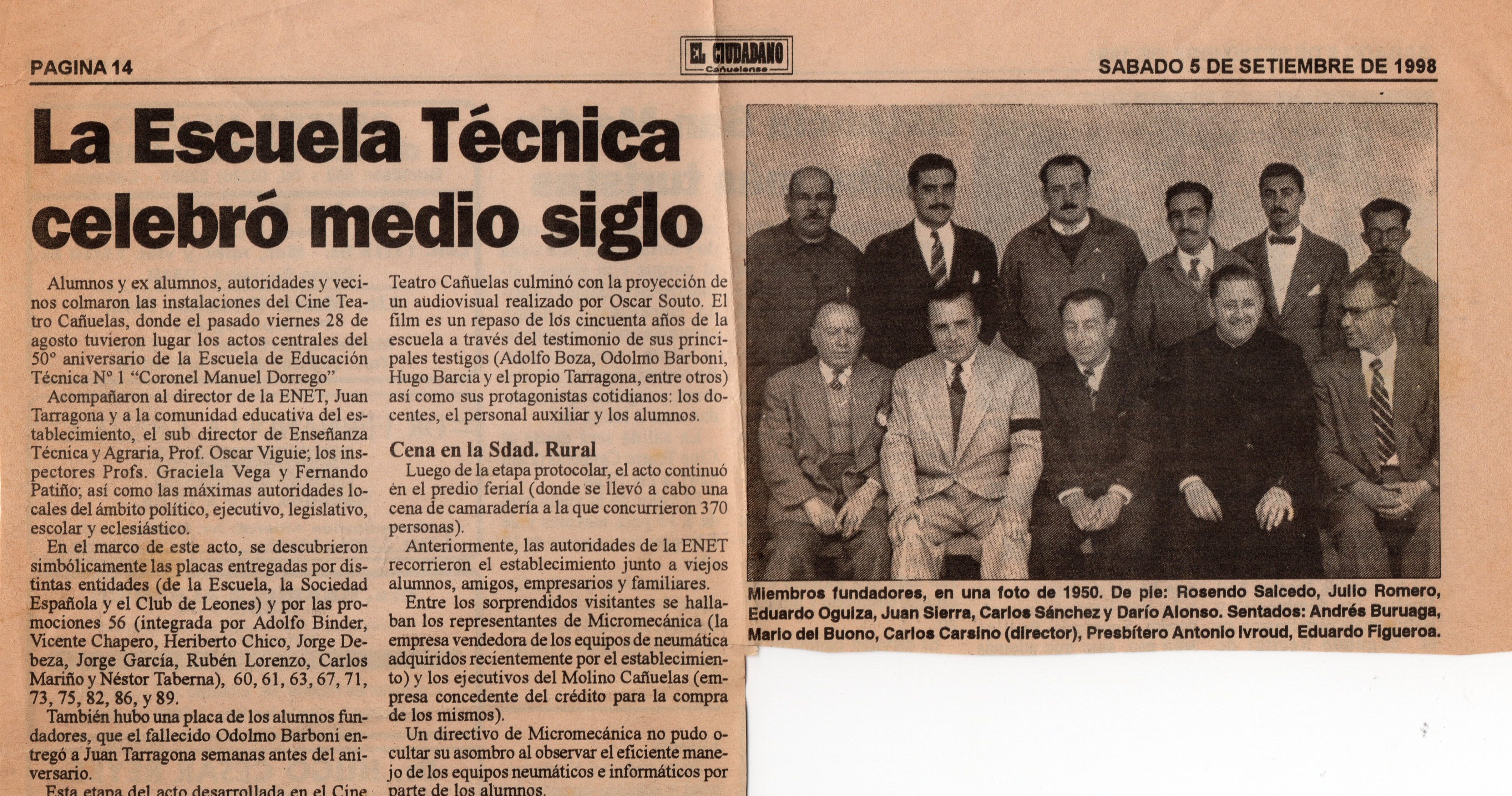
Recorte de diario de la fundación Escuela Técnica N°1 "Coronel Manuel Dorrego", 28 de agosto de 1948.

### Retiro y fallecimiento
Luego del retiro, Carlos se dedicó a la venta de vinos, ya que se había armado una vinería en su casa del barrio de Temperley. Finalmente, muere a la edad de 69 años debido a una leucemia.